# 卢霍韦 (赫梅利尼茨基州)
49°19′50″N 27°6′28″E / 49.33056°N 27.10778°E
盧霍韋（烏克蘭語：Лугове）是位於烏克蘭西部的村莊，由赫梅利尼茨基州裡赫梅利尼茨基區的羅茲索沙市鎮負責管轄。該村面積1.27平方公里，海拔高度307米，2001年人口337，人口密度每平方公里266.4人。